# La Frette vue d'Herblay
La Frette vue d'Herblay est un tableau réalisé par le peintre français Albert Marquet en 1919. Cette huile sur toile est un paysage qui représente la Seine à La Frette-sur-Seine, aperçue depuis Herblay-sur-Seine, dans ce qui est aujourd'hui le Val-d'Oise. L'œuvre est conservée par le musée Albert-André à Bagnols-sur-Cèze, dans le Gard.